# Jamie Watson (basket-ball)
Pour les articles homonymes, voir Watson.
Jamie Watson, né le 23 février 1972, à Elm City, en Caroline du Nord, est un ancien joueur américain de basket-ball. Il évolue au poste d'ailier.